# Vratič obecný
Vratič obecný (Tanacetum vulgare), někdy též kopretina vratič (Chrysanthemum vulgare), je vytrvalá, jedovatá a léčivá bylina z čeledi hvězdnicovité (Asteraceae). Dorůstá výšky až 1,5 metru, má dřevnatějící oddenek, podlouhlé, střídavé, peřenosečné listy s pilovitými úkrojky a charakterizují ji malé terčovitě zploštělé zlatožluté úbory uspořádané do chocholičnaté laty. Jejím původním areálem je Evropa a západní Asie, kolonizací však byla rozšířena i do Severní Ameriky.
Pro své léčivé účinky je silně aromatický vratič využíván již od dob starověkého Řecka. Sloužil jako baktericid, anthelmintikum, abortivum, antibiotikum a antirevmatikum. Jelikož je však účinná látka drogy příliš blízká dávce toxické (zejména kvůli neurotoxickému thujonu), od jeho vnitřního užívání se postupně ustoupilo. I nadále se užívá zevně (především ve formě mastí a lázní). Další využití nalezl jako koření, barvivo, ale též jako přírodní insekticid. Odpuzuje parazity a hmyz (například moly šatní nebo komáry).

## Nomenklatura

### Etymologie
Etymologický původ vědeckého rodového jména Tanacetum není jasný. Ve střední Evropě se objevilo až v 9. století (například v díle Capitulare de villis vel curtis imperii je uváděno jako Tanazita) a zpravidla se odvozuje ze složeniny řeckých slov tanaos (tj. dlouhý, velký, vytrvalý) a akeomai (tj. léčím), případně athanasia (tj. nesmrtelnost). Základ názvu tanaos odkazuje ke skutečnosti, že si uschlé květy rostliny zachovávají svůj tvar a barvu. Latinské druhové pojmenování vulgare (tj. obecný, obyčejný) poukazuje na hojné rozšíření rostliny.
České rodové jméno vratič pochází ze staroslověnského slova vrátyč. Velmi podobně se rostlina nazývá i v ostatních slovanských jazycích (v polštině jde o wrotycz, ve slovinštině o vratič, v srbochorvatštině o vratiš nebo povratič, v ukrajinštině o vorotyč). Jeden z výkladů českého názvu má svůj původ v lidových pověrách, které vratiči přisuzovaly čarodějnou moc. Podle nich pomáhá k šťastnému návratu z cest domů, k vyléčení nevěry a návratu k milované osobě. Druhý odvozuje jeho název ze zvracení, které po nadměrném požití vratiče mimo jiné nastává. Český druhový název je překladem latinského druhového názvu. Lidově se vratič v češtině též označuje jako: arnika, balzámová kopretina, brátnička, brátvička, bylina červopudná, cicvár, cicvár obecný, cicvar polný, davič, divý cicvár, divý cicvor, divý citvor, hambous, hlístečná zelenina, křečové koření, máří listí, navratek, návratníček, nesmrtelka, prajníček, pupíky, rácíš, rápička, třaslavka, vrátečka, vratečník, vratič, vratič žlutý, vratička, vrátička, vrátka, vrátlička, vrátnička, vratrč, vrať se zase, vrátvička, vratyč, vratyček, zděšenec, zvrátečka, žlutá vrátka a žlutý návratníček.

### Taxonomie
Mezi vědecká synonyma uváděná k vratiči obecnému patří:
- Chrysanthemum uliginosum Pers.
- Chrysanthemum vulgare (L.) Bernh.
- Chrysanthemum vulgare var. boreale Fisch.
- Tanacetum vulgare var. crispum DC.

Systematicky vratič obecný leží uvnitř rozsáhlého rodu Tanacetum a toto umístění podporují fylogenetické analýzy na základě sekvencí plastidové a části jaderné DNA. Tradičně býval v rámci rodu řazen do sekce T. sect. Tanacetum, ale fylogenetické analýzy přirozenost této skupiny druhů nepodporují.

## Popis

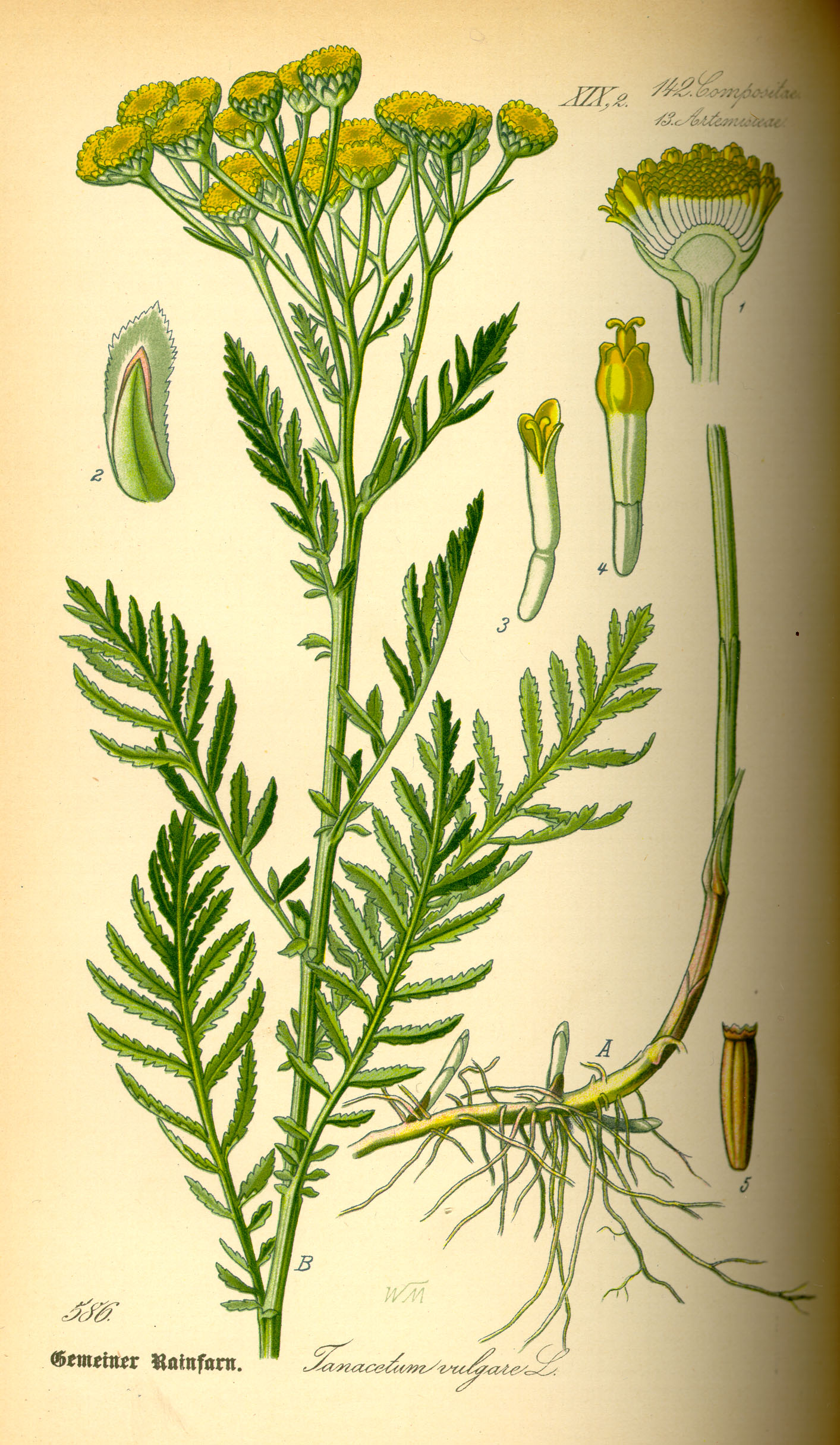
Ilustrace vratiče obecného, 1885

Jde o vytrvalou trsnatou rostlinu se silným kafrovitým aromatem, dorůstající 30 až 160 cm. Oddenek má plazivý, mnohohlavý, větvený, téměř dřevnatý s četnými bohatě větvenými adventivními kořeny. Hustě olistěné, přímé nebo vystoupavé, lysé nebo slabě chlupaté, rovné a v horní části větvené lodyhy jsou 4–5 mm tlusté, tuhé, plné nebo s malou dutinou, červeně až purpurově hnědě naběhlé a na bázi dřevnatějící. Listy jsou jednoduché, střídavé, po obou stranách matné, v obrysu eliptické až vejčitě podlouhlé, slabě chlupaté nebo lysé, dolní řapíkaté, střední a horní přisedlé, peřenosečné s pilovitými úkrojky. Dorůstají délky 10–25 cm a šířky 5–10 cm. Květenství rostliny je chocholičnatá lata, tvořená 25–60 hustě skládanými malými terčovitě zploštělými sytě zlatožlutými úbory (7–11 mm v průměru). Květy jsou trubkovité, oboupohlavné, 5četné, zdánlivě pravidelné, žláznaté, strostloplátečné a zákrov je široce miskovitý, střechovitě víceřadý, polokulovitý a lysý. Plodem jsou vřetenovité, žebernaté, lysé, 1,3–1,7 mm dlouhé nažky s úzkým, nepravidelně cípatým, 1,7–2 mm širokým lemem. Kvete od července do září/října.
Obdobně jako u všech zástupců čeledi hvězdnicovitých jsou i květy vratiče proterandrické. V případě, že nedojde k opylení pylem z jiné rostliny prostřednictvím hmyzu, dochází k samoopylení.

## Rozšíření
Původ vratiče obecného není přesně znám. Někdy se za něj pokládá Středomoří, odkud se měl postupně rozšířit do regionu střední Evropy, a to buď prostřednictvím kultury (jako léčivka) či v důsledku odlesnění a změn krajiny (jako apofyt). Počátkem 21. století roste téměř po celé Evropě (výjimkou jsou některé středomořské ostrovy; například Baleáry, Kréta, Kypr), v mírném a studeném pásmu v Asii (až po Mongolsko, Čínu, Koreu, Japonsko) a v Severní Americe. Na poslední zmíněný světadíl byl přivezen v první polovině 17. století v rámci evropské kolonizace. Pro jeho léčivé účinky jej osadníci pěstovali ve svých zahradách, z nichž se později různě intenzivně rozšířil po většině Spojených států amerických a Kanadě. V Česku zdomácněl a v rámci vegetační stupňovitosti je v rozdílné intenzitě zastoupen od planárního až po montánní stupeň (tj. od nížinného až po horský).
Roste na ruderálních stanovištích (tj. v prostředí člověkem významně pozměněném a dále ponechaném vlastnímu vývoji), jako jsou rumiště, okraje cest a silnic, železniční náspy, výsypky, lomy, hřbitovy, a mimo to též na pasekách, mezích, úhorech, kompostech, suchých loukách, březích toků, v příkopech, křovinách, lesních lemech a světlinách, apod. Šíří se podél komunikací. Je nenáročný na půdní podmínky, roste na slunci a v polostínu, a nesnáší zamokření.

## Obsažené látky
Účinnou složkou rostliny je žlutavá silice (v nati 0,5 %, v květech až 1,5 %), v níž převažuje neurotoxický β-thujon (70 %). Mezi další složky patří terpeny pinenu a kamfenu, l-kafr, borneol, cineol a zřejmě i thujylalkohol. Nať nadto obsahuje neglykosidní hořčiny tanacetin 1 a 2, organické kyseliny (například kyselinu jablečnou, vinnou a máselnou), pryskyřici, tuk, vosk, gumu, flavonové glykosidy, třísloviny a v kořenech rovněž pektinové polysacharidy (zejména inulin).

## Ekologické vztahy
Koně i dobytek se rostlinám vratiče vyhýbají a výskyt této rostliny snižuje hospodářský výtěžek z pastvin. Husté porosty této rostliny konkurenčně vytlačují ostatní druhy. Obsažený 1,8-cineol je navíc alelopatický, tzn. chemicky brání růstu dalších rostlin. Vratič nicméně je potravou řady druhů býložravého hmyzu, jeden výzkum odhalil 166 druhů (patří mezi ně třeba Chrysolina graminis, Phytoecia nigricornis nebo Isophrictis striatella). Některé z nich (např. pernatuška vratičová) se vyskytují pouze na vratičích a představují tak slibný způsob biologického boje s vratičem.

## Využití

### Léčitelství a klasická medicína

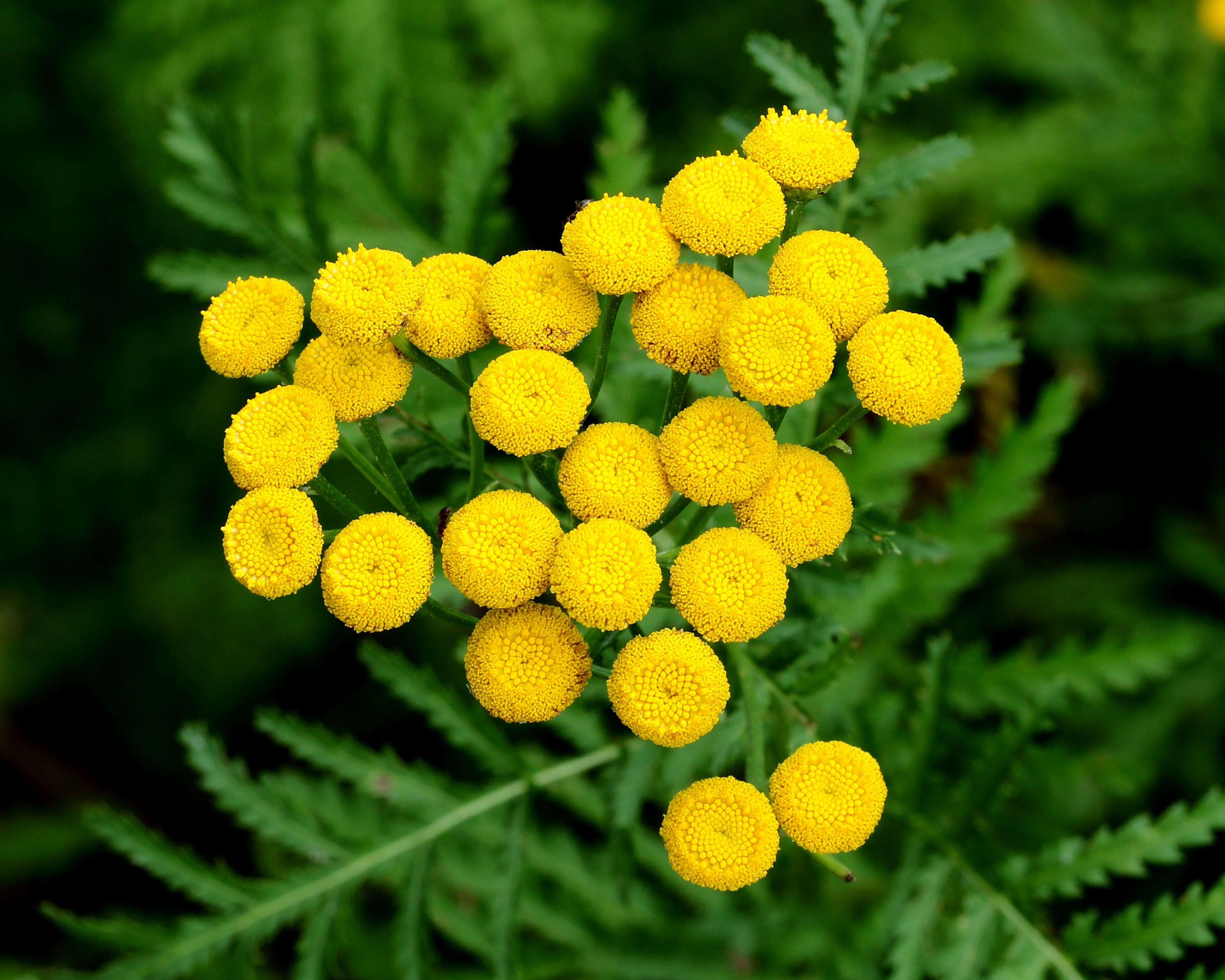
Detail květenství

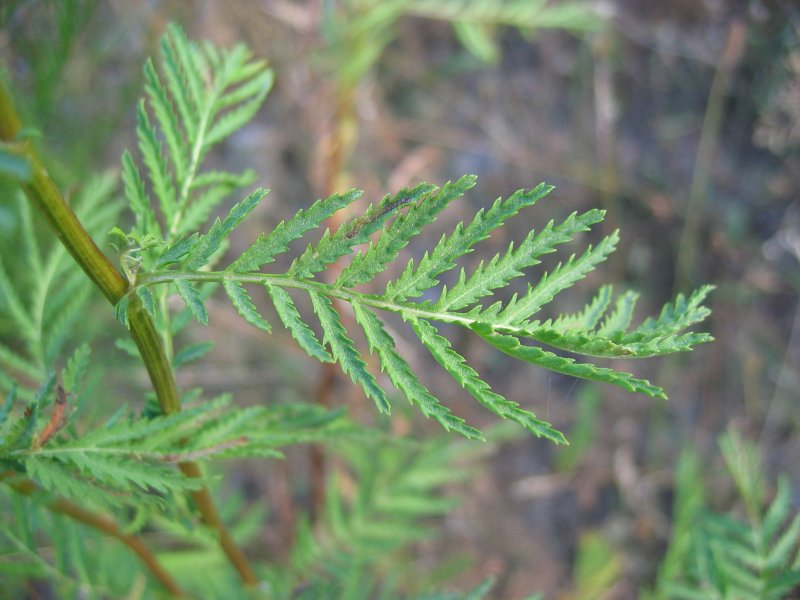
Detail listů

Používání vratiče pro lékařské účely má dlouhou historii. Nejstarší dochovaný záznam v tomto smyslu pochází ze starověkého Řecka. Později, v 8. století našeho letopočtu, byl mimo jiné pěstován v bylinných zahradách římského císaře Karla Velikého a mnichy v benediktinském klášteře v St. Gallenu.
Drogou rostliny jsou nakvétající nať, listy a květ, které se získávají ve volné přírodě, nebo v omezeném rozsahu pěstováním. Sběr probíhá za sucha, v době maximálního květu rostliny (tj. červenec až září/říjen), načež se rostlina rychle suší ve stínu. V případě použití sušičky ovoce či jiného zdroje umělého tepla nesmí teplota překročit 35 °C.

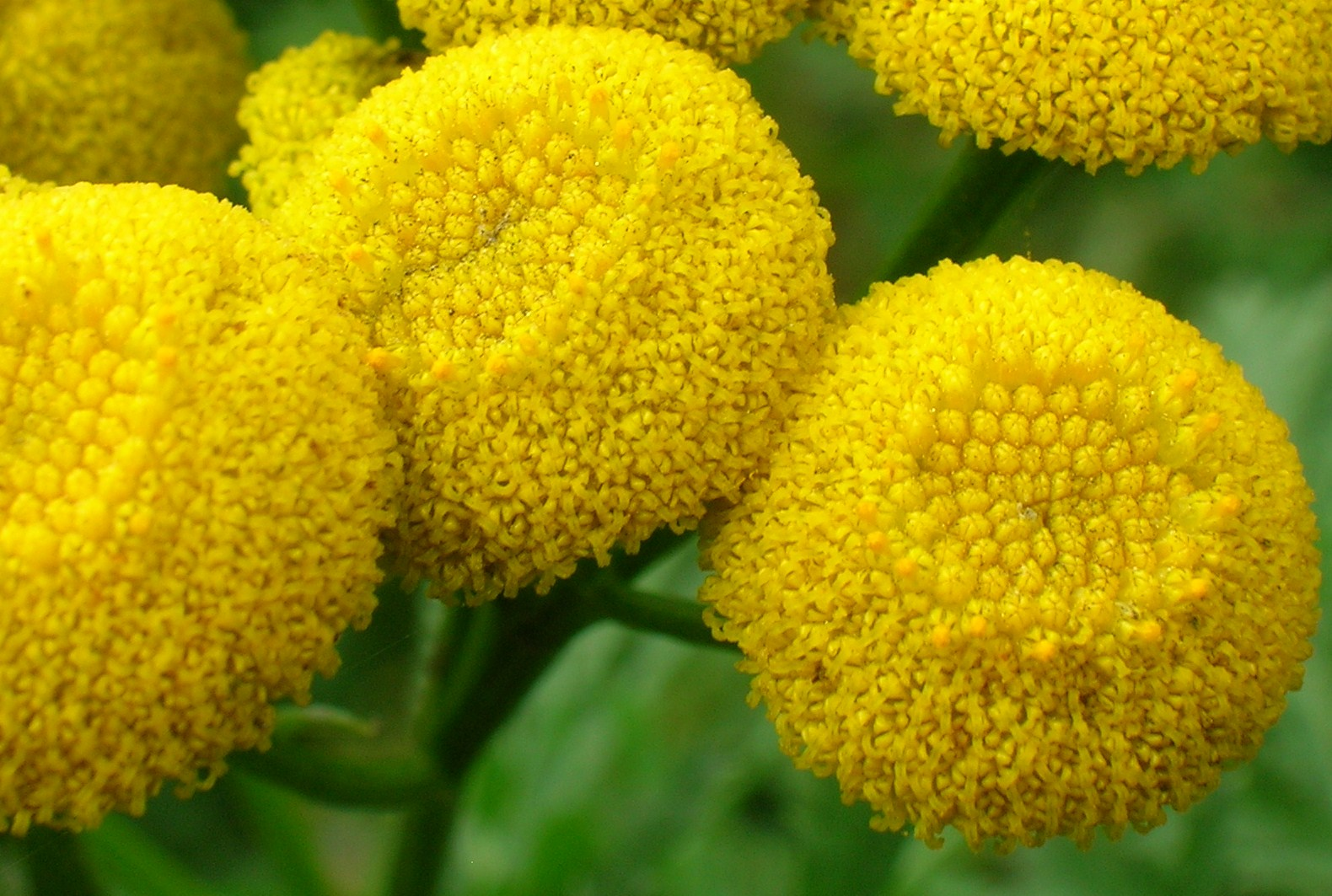
Detail úborů

Pro své výrazné baktericidní a anthelmintické účinky vratič pomáhal v léčbě proti střevním parazitům (škrkavky, roupi), tedy k odčervení. Za tímto účelem byl u lidí používán ještě počátkem 19. století, přičemž ve veterinárním lékařství se stále používá. Jelikož způsobuje překrvení malé pánve a pánevních orgánů, byly jeho vysoké dávky již od dob středověku používány (a zneužívány) jako abortivum k vyvolání interrupce (umělého přerušení těhotenství). U malých dávek paradoxně panovala představa, že naopak podporují početí a snižují riziko potratu. Mimo to jej lidé užívali k léčbě zažívacích problémů, horečky, ran, žaludečních vředů, zácpy, hysterie, hepatitidy a podpoře pravidelné menstruace. Abatyše Hildegarda z Bingenu (1098–1179) používala listy vratiče k léčbě zbytnělé prostaty starších mužů. Severoamerický indiánský kmen Šajenů označoval vratič za „žlutou medicínu“ a podával čaj z listů a květů těm, kteří se cítili slabě. V českém herbáři z roku 1899 se v souvislosti s vratičem píše: „Listy dávají se do piva místo chmele; dává se za lék při špatném zažívání, dně, vodnatelnosti a blednici. Také proti škrkavkám u dětí. Proti bolestem v kloubech dělají se koupele z listí, nati, květů i semen rostliny té.“
Vzhledem k obsahu jedovatých silic, zejména thujonu, může vnitřní užití vratiče přivodit překrvení orgánů v břišní dutině, závratě a křeče. Nadměrná konzumace způsobuje závažnou otravu, která může skončit smrtí. Při otravě dochází k silnému dráždění sliznice trávicí soustavy, zvracení, průjmu, již zmiňovanému překrvení malé pánve, zúžení zorniček, zpomalení tepu i dýchání, zduření rtů, poškození ledvin, jater, centrální nervové soustavy, a v nejzazším případě k smrti v důsledku útlumu dechového centra. První pomoc v případě otravy spočívá ve vyvolání zvracení, podání živočišného uhlí a vyhledání lékařské pomoci.
S ohledem na to, že je účinná látka drogy příliš blízká dávce toxické, se od jeho vnitřního užívání ustoupilo a nedoporučuje se. Výjimku tvoří roztoky pro potřeby homeopatie. K vnějšímu užití se však pro jeho silné antibiotické a antirevmatické účinky používá i nadále (ať již jako mast, či odvar pro potřeby koupele). Mezi příklady aplikace patří nehojící se rány či ruce a nohy postižené revmatoidní artritidou. Koupel by neměla přesáhnout 15 minut. Osvědčily se též masáže revmatismem postižených svalů nebo kloubů s přídavkem vratiče. Uplatnění bylina našla i v kosmetice, a to při napařování bledého a unaveného obličeje. Vratič obecný se stále používá v některých léčivech a v lékopisu Spojených států amerických je uveden pro léčbu nachlazení a horečky.

### Přírodní insekticid

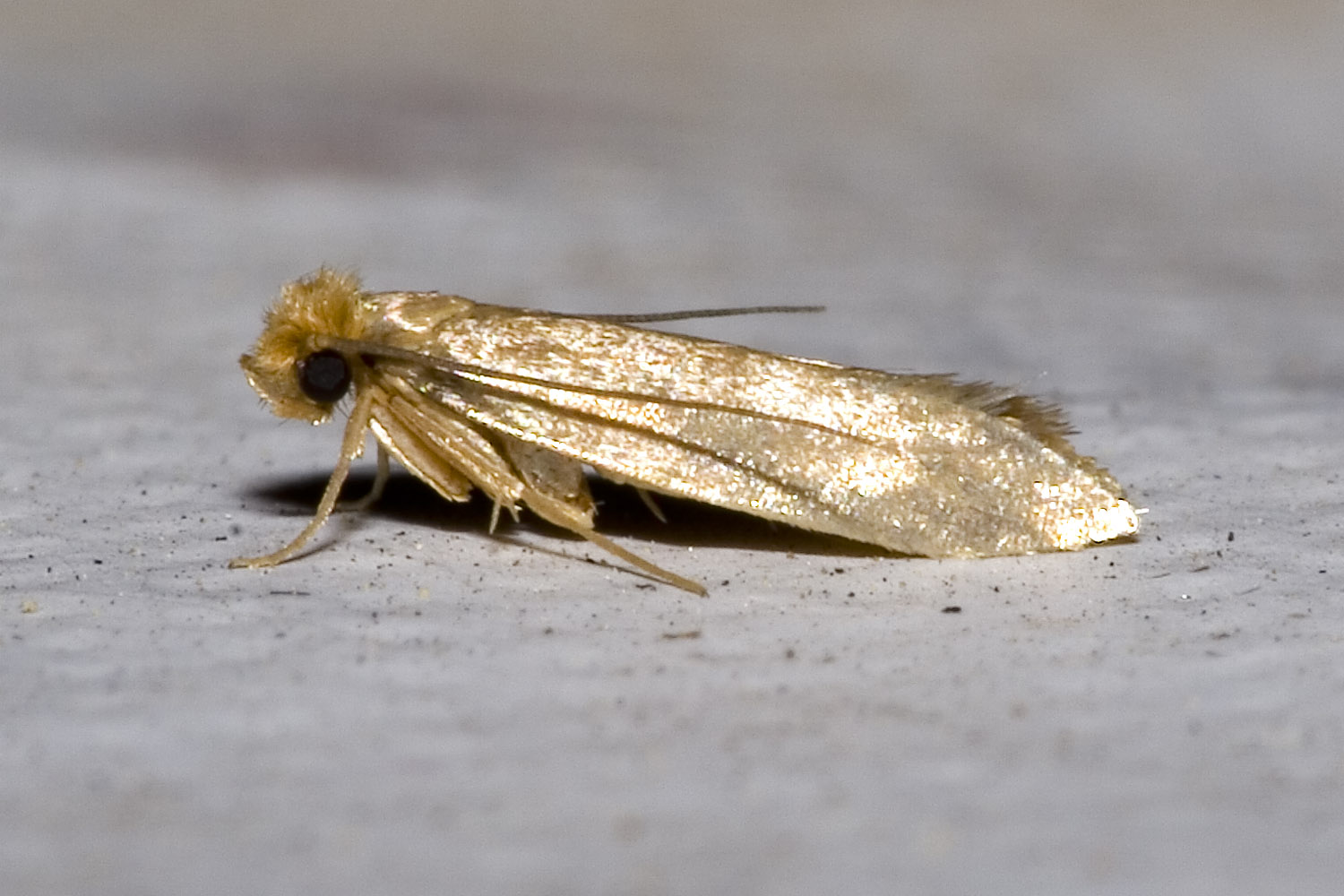
Usušený vratič se používá jako ochrana před molem šatním

Vratič slouží jako účinný přírodní insekticid. Insekticidní charakter mají zejména různé esenciální terpeny a fenoly (borneol, thymol, pinen), triterpeny a hořčiny. Mimo ně je v tomto smyslu též uváděn kafr. Prášek z květů se užíval jako prostředek proti různým druhům parazitů (vši, štěnice, blechy, roupi, škrkavky atd.). Za dob kolonizace Spojených států amerických jím bylo obkládáno maso a další potraviny podléhající rychlé zkáze. Usušená kvetoucí rostlina se osvědčila jako ochrana proti molům šatním. Proti hmyzu se používá i ve stájích a chlévech. Ve 40. letech 20. století byl z extraktu vratiče, turanu, poleje obecné a zředěného alkoholu vyráběn repelent proti hmyzu. Komáry extrakt z vratiče skutečně odpuzuje, byť není tak účinný jako diethyltoluamid. Včelaři se brání před útoky včel spalováním vratiče v kuřácích.
Pro insekticidní účinky je někdy vratič používán v organických zahradách a udržitelném zemědělství, coby přírodní ochrana před škůdci. Vysazuje se například společně s brambory, které ochraňuje před mandelinkou bramborovou. Některé druhy jsou však proti jedu vratiče imunní. Například Chrysolina graminis, známý též jako vratičový brouk, se rostlinou dokonce živí.
Kvůli jeho schopnosti ochrany před hmyzem byl vratič používán jako pohřební květina, vkládaná do rakví s nebožtíky (někdy ve formě věnců). V Severní Americe, kde jej první američtí osadníci rovněž užívali jako náhradu k balzamování, se tak dělo od poloviny 17. století do 19. století. V té době již byl vratič v Nové Anglii ve Spojených státech amerických natolik používán při pohřbech, že jej měli lidé asociován se smrtí. V některých částech Nové Anglie je stále zvykem přinést na pohřeb kytici vratiče.

### Gastronomie

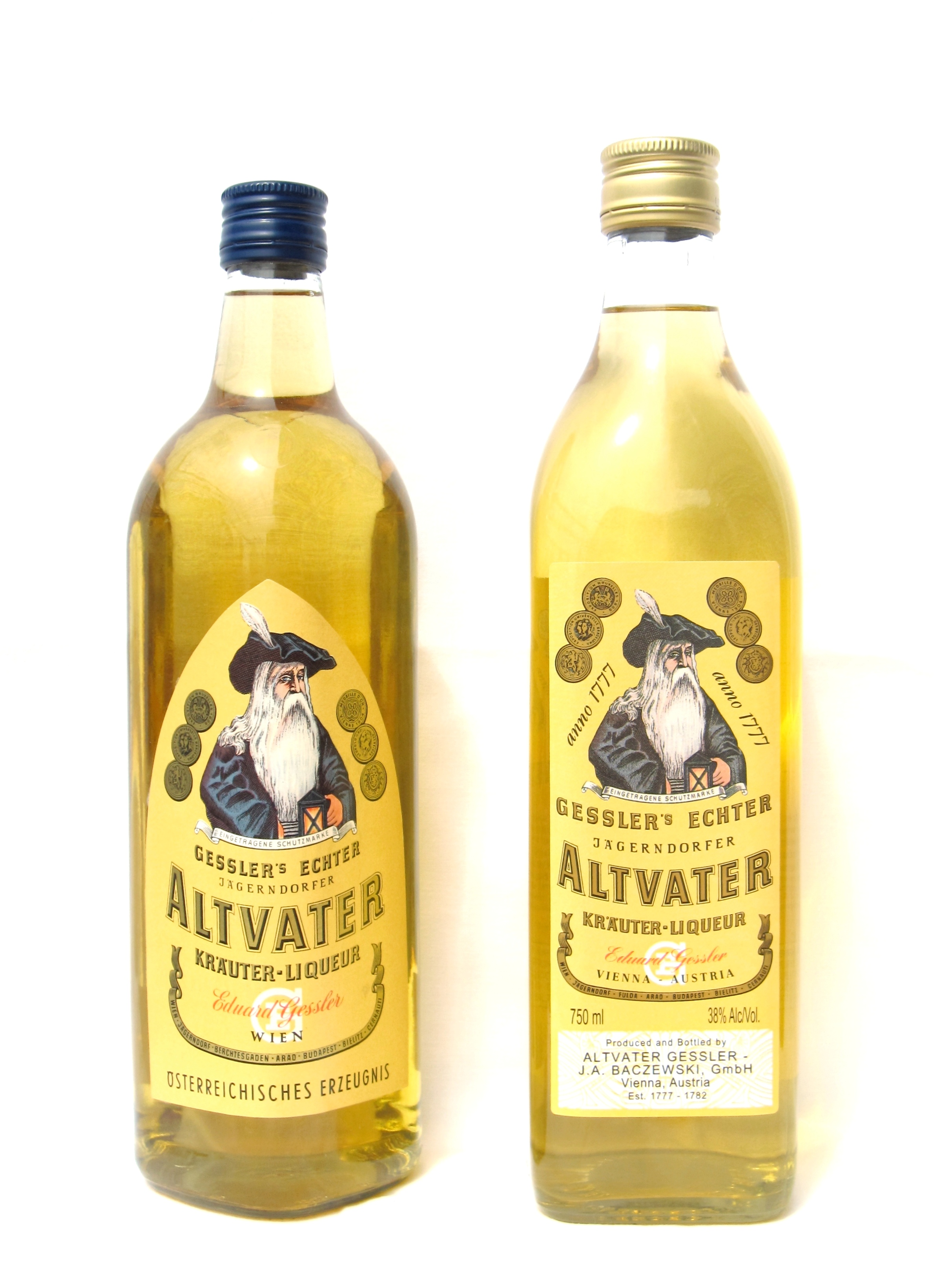
Český likér Praděd (Altvater), k jehož výrobě se vratič používá

Od 9. století se vratič využíval ke kořenění rybích pokrmů, uzenin a likérů. V 15. století začali křesťané podávat vratič k postním jídlům, aby si tak připomněli hořké byliny, které jedí židé o svátku Pesach. Navíc se domnívali, že bude mít příznivý účinek proti plynatosti, způsobené několikadenním pojídáním ryb a luštěnin v postním období, a střevním parazitům, kteří podle nich měli původ v již zmíněných rybách. Listy vratiče se přidávaly k omeletám, pudinkům, rybám, do nádivek, s vajíčky a do salátů, avšak vzhledem k jedovatosti se tak dělo pouze v malém množství, a používány byly jen mladé listy. S ohledem na pronikavou vůni se listy zakrýval pach staršího masa.
Jako koření se na počátku 21. století využívá zřídka. V Česku se vratič používá k výrobě tradičního jesenického bylinného likéru Praděd (též Altvater).

### Ostatní
Vratič může být pěstován jako trvalka, a jelikož při sušení neztrácí tvar, aroma, ani barvu květů, používá se v rámci dekorací do suché vazby. Vrcholky jeho kvetoucích lodyh byly využívány k přípravě barviva k barvení vlny a látek (bylo možné získat žlutou, zelenou a hnědou barvu).